# Station Olesno Śląskie
Station Olesno Śląskie is een spoorwegstation in de Poolse plaats Olesno.